# Auteursrecht
Auteursrecht is het inherente recht van de maker van een werk van literatuur, wetenschap of kunst om te bepalen hoe, waar en wanneer en onder welke (juridische) voorwaarden het werk wordt openbaar gemaakt, verveelvoudigd, verkocht of hergebruikt. Het auteursrecht ontstaat van rechtswege en is veelomvattend, het is opgebouwd uit meerdere ondergeschikte rechten, en kan als geheel of in gedeelten op anderen worden overgedragen. Afhankelijk van wat door de rechthebbende is bepaald, hebben anderen die het werk openbaar willen maken, verveelvuldigen, verkopen of anderszins gebruiken, verplichtingen tegenover de rechthebbende, tenzij een wettelijk geregelde uitzondering op deze handeling van toepassing is.  
Hoewel de term copyright dikwijls beschouwd wordt als synoniem of als Engelse vertaling van de term 'auteursrecht’, gaat het om twee verschillende rechtsfiguren die juridisch een eigen lading dekken en een eigen werking hebben, vanuit twee verschillende invalshoeken, met werking in verschillende jurisdicties. Het copyright geldt niet in België en Nederland maar in landen met een common law systeem als het Verenigd Koninkrijk en de Verenigde Staten. 
Het auteursrecht ontstaat van rechtswege in landen die de Berner Conventie (1886) ratificeerden, daaronder België en Nederland. Dit betekent dat een maker geen formaliteiten hoeft te verrichten, zoals bijvoorbeeld het werk van literatuur, wetenschap of kunst ergens te deponeren of te registreren, om deze rechten te verkrijgen. Een maker kan naar eigen wens en inzicht de rechten geheel of gedeeltelijk overdragen aan een ander door middel van een privaatrechtelijke overeenkomst. Afhankelijk van de afspraken verliest de maker zo geheel of gedeeltelijk de economische zeggenschap over het gemaakte werk. Via het verlenen aan een andere (rechts)persoon van een gebruiksrecht of ook wel een licentie, kan een rechthebbende economische zeggenschap behouden.
Ook nadat de auteur het auteursrecht heeft overgedragen of licentie heeft verstrekt, kan de auteur zich in sommige gevallen met een beroep op persoonlijkheidsrechten verzetten tegen publicatie. Daarnaast zijn er ook in geval van overdracht van rechten en licenties enkele juridische instrumenten beschikbaar voor de maker om rechten op het werk terug te krijgen. In de situatie waarin een natuurlijke persoon afspraken maakte met een commerciële exploitant, In Nederland bijvoorbeeld onder de in 2015 aangepaste regels van het auteurscontractenrecht.
Het auteursrecht op een werk is een tijdelijk recht om gedurende de beschermingsduur de vruchten te kunnen plukken van het werk. Het recht vervalt bij tijdens iemands leven gepubliceerde werken in de meeste landen na vijftig of zeventig jaar, te rekenen vanaf de 1e januari, na het overlijden van de laatstlevende maker van het betreffende werk. Na deze periode is het werk publiek domein en kan het werk verspreid en aangepast worden zonder dat daarvoor toestemming nodig is van rechthebbende(n).
Fundamenteel voor het auteursrecht geldt als meest onderliggende "laag" dat het niet als zodanig expliciet in de Auteurswet vermeld "vader-" of "ouderschapsrecht" ofwel (Frans) het Droit de paternité. Dit is de bevoegdheid van de maker van een auteursrechtelijk beschermd werk erkenning te verlangen van het feit dat hij of zij de betreffende maker is. Alle andere bevoegdheden in het auteursrecht berusten op die meest onderliggende "laag" of zijn daarvan afgeleid.

## Geschiedenis

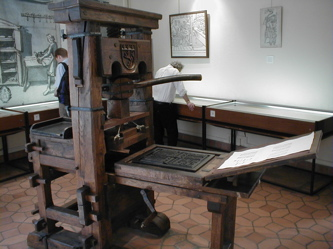
Reproductie van een boekdrukmachine uit de 15de eeuw

Tot de uitvinding van de boekdrukkunst was er niet of nauwelijks sprake van exclusieve rechten op werken van literatuur, wetenschap en kunst. Een van de eerste beeldend kunstenaars die een auteursrechtelijke bescherming voor zijn grafische werk tegen illegaal kopiëren wist te bedingen, was Albrecht Dürer, volgens Dürer zelf sedert 1511, door documenten bewezen sedert 1525. Nadat drukken populair werd, verleenden in Europa diverse "overheden" op verzoek exclusieve druk- en verkooprechten, voor een bepaalde periode, op boeken aan drukkers, op overtreding stond een boete. De drukkerijen maakten afspraken met de auteurs. De Heren Staten van Holland en West-Friesland bijvoorbeeld, verleenden op 16 july 1670 boekverkoper Jacob Meurs te Amsterdam het privilege bij "brieven van octrooy" voor druk en verkoop van het boek "De nieuwe en onbekende Weereld of Beschrijving van America en 't Zuidland" van Arnoldus Montanus.
Een regeling uit Groot-Brittannië uit 1710 (The Statute of Anne) erkende, vermoedelijk voor het eerst, dat auteurs, en niet uitgevers, de eerste rechthebbenden moeten zijn. Het hield tevens bescherming in voor kopers van gedrukt werk, in de zin dat uitgevers het gebruik van verkocht werk niet mochten controleren. Ook beperkte het de duur van dergelijke exclusieve rechten. Werken die reeds bestonden ten tijde van de invoering van de Statute of Anne kregen nog 21 jaar exclusiviteit en de werken van na de invoering werden 14 jaar beschermd, waarna het werk of de werken zouden overgaan tot het publieke domein.
Door een geleidelijke uitbreiding van het werkingsgebied en de opkomst van de multimedia is het auteursrecht tegenwoordig ook op veel andere zaken van toepassing, zoals toespraken, software, foto's, films, opgenomen muziek, beeldende kunstwerken, bouwwerken en journalistiek werk.

### Berner Conventie
De Berner Conventie (1886) regelde voor het eerst de erkenning van auteursrechten tussen soevereine landen. Onder deze conventie werd auteursrecht automatisch toegekend aan elk creatief werk. De auteur hoeft het niet te laten registreren en hoeft geen aanvraag te doen om de rechten te verkrijgen. Zodra het werk bestaat – dat wil zeggen, geschreven of opgenomen is op een fysiek medium – worden aan de auteur automatisch alle exclusieve rechten voor dat werk en alle afgeleide werken toegekend, tenzij en totdat de auteur expliciet afstand doet van die rechten of totdat het auteursrecht is verjaard.
De termijn voor verjaring verschilt van land tot land, maar is onder de Berner Conventie minimaal het leven van de auteur plus 50 jaar. In de Europese Unie geldt een termijn van 70 jaar vanaf het overlijden van de auteur. Wanneer auteursrechten niet tijdens het leven van de maker zijn overgedragen verkrijgen de erfgenamen automatisch het auteursrecht. Er zijn verschillende situaties die de termijn van het auteursrecht kunnen beïnvloeden. Bijvoorbeeld wanneer de maker van het werk anoniem of pseudoniem is, of wanneer een rechtspersoon als maker aangewezen is.
In bescherming van auteursrecht werd ook voorzien door de Universele Conventie voor Auteursrecht (1952), maar die conventie is vandaag de dag alleen interessant uit historisch oogpunt — deze conventie is de oorsprong van het ©-teken. In praktisch opzicht heeft dit verdrag zijn betekenis verloren omdat vrijwel alle ooit erbij aangesloten landen nu de (oudere) Berner Conventie hebben geratificeerd.
Ook na 1952 zijn verschillende internationale verdragen getekend door veel landen in de wereld die invloed hebben op het auteursrecht. Zo zijn er bijvoorbeeld:
- De WIPO Copyright Treaty (het WIPO Verdrag met betrekking tot auteursrechten)
- De WIPO Performances and Phonograms Treaty (het WIPO Uitvoeringen- en Grammofoonplatenverdrag)
- De Trade Related Aspects of Intellectual Property (TRIPS) (regelt de rechten met betrekking tot handel in intellectuele eigendommen)

## Basisprincipes van het auteursrecht

### Auteursrechtelijke bescherming
Om auteursrecht te krijgen moet er sprake zijn van een werk. In de jurisprudentie is er een drempel van creativiteit tot het ontstaan van een auteursrechtelijk beschermd werk. Deze drempel is in de Europese Unie gelegd bij de "eigen intellectuele schepping van de maker" Een schepping die te banaal of triviaal is, zal daarom geen werk in de zin van het auteursrecht zijn. Voordat deze toets binnen de Europese Unie is ontstaan, bestonden er in ieder land in de Europese Unie variatie op deze toets. Nederland had bijvoorbeeld de toets "elke schepping met een eigen en oorspronkelijk karakter, dat het stempel van de maker draagt" volgend uit het arrest Van Dale/Romme van de Hoge Raad.

### Uitsluitend recht
De auteursrechthebbende heeft het uitsluitend recht op het werk. Anderen mogen dit in beginsel alleen met voorafgaande toestemming van deze rechthebbende uitoefenen, tenzij er een wettelijk geregelde beperking van toepassing is.

### Persoonlijkheidsrechten en economische rechten
Deze uitsluitende rechten vallen uiteen in morele of persoonlijkheidsrechten en vermogens- of economische rechten. Morele rechten, zoals het recht op naamsvermelding, zijn niet overdraagbaar. Economische rechten daarentegen, zoals het recht op eerste openbaarmaking en het recht op verveelvoudiging (kopiëren) van het werk, zijn wel overdraagbaar, bijvoorbeeld via een onderhandse akte of licentie.

### Geen verplichting tot registratie
Vermelden of een werk auteursrechtelijk beschermd is heeft in verreweg de meeste situaties geen invloed op de beschermde status. Het gebruik van symbool ©, het woord copyright of een zin(snede) zoals dit werk is auteursrechtelijk beschermd heeft daardoor weinig juridische consequenties. Dit type vermelding komt uit de Verenigde Staten, dat pas in 1989 toetrad tot de Berner Conventie. Voordien ontstond auteursrecht in de Verenigde Staten niet van rechtswege en een vermelding als deze was dus noodzakelijk. Het plaatsen van een mededeling omtrent de auteursrechtelijke status is echter zeker niet verboden en kan dus ter informatie van nut zijn voor de consument.

### Eigen gebruik
Het bezitten van een auteursrecht betekent nog niet dat dit recht door de houder onder alle omstandigheden gebruikt mag worden. Afspraken die de houder ervan met anderen heeft, kunnen in de weg staan aan het op een bepaalde wijze of jegens bepaalde derden uitoefenen of gebruiken van dat recht. Het auteursrecht kan worden verpand, mits is voldaan aan de daarvoor geldende bepaaldheidsvereiste. In Nederland wordt dit bijvoorbeeld geregeld in artikel 3:84 lid 2 van het burgerlijk wetboek.

## Auteursrechten in de Europese Unie
Binnen de Europese Unie bestaan er meerdere Europese richtlijnen die invloed hebben op nationale auteurswetten van de lidstaten. Door internationale verdragen als de Berner conventie en de Europese richtlijnen is de nationale wetgeving rondom het auteursrecht in de Europese Unie op hoge mate geharmoniseerd.

### Duur van het auteursrecht in de Europese Unie
De duur van het auteursrecht is in Europa hoofdzakelijk geharmoniseerd door de 'Europese Richtlijn betreffende de beschermingstermijn van het auteursrecht en van bepaalde naburige rechten' en de aanpassing daarop in de 'Europese Richtlijn 2011/77/EU. Deze richtlijnen bieden de volgende structuur ten aanzien van de duur van het auteursrecht. Het auteursrecht loopt altijd af op 1 januari volgend op de datum van de berekening.
Voor werken van literatuur, wetenschap of kunst waarvan de makers bekend zijn duurt het auteursrecht tot en met 70 jaar na de dood van de laatstlevende maker. Bij meerdere makers van een werk geldt dat het werk van de ene maker niet te onderscheiden moet zijn van het werk van een andere maker. Bij een boek met illustraties kan het auteursrecht op de tekst op een ander moment verlopen dan op de illustraties, wanneer deze door verschillende makers gemaakt zijn.
Voor werken waarvan de makers anoniem of pseudoniem zijn duurt het auteursrecht tot en met 70 jaar na eerste rechtmatige openbaring. Deze regel geldt ook wanneer een rechtspersoon is aangemerkt als de maker van een werk. Dit geldt bijvoorbeeld in Nederland voor werken die in dienstverband zijn gemaakt.
Wanneer een werk nooit gepubliceerd is gedurende deze periodes krijgt de (rechts)persoon die het werk voor het eerst publiceert 25 jaar bescherming zoals deze onder het vermogensrecht van het auteursrecht beschreven is.
Naburige rechten, zoals de rechten van uitvoerend kunstenaars en producers van films en muziek hebben een eigen duur die onafhankelijk van het auteursrecht loopt.

### Belgisch auteursrecht
De basis van de Belgische auteursrechtregeling is sinds 1 januari 2015 Hoofdstuk 2 van Titel 5 van Boek XI van het Wetboek van economisch recht. Daarvoor was het auteursrecht geregeld in de wet van 30 juni 1994 betreffende het auteursrecht en de naburige rechten. De wet beschermt letterkundige werken en kunstwerken. Overeenkomstig de Berner Conventie, waarvan de laatste herziening in België op 25 maart 1999 in een wettekst is omgezet, is de bovenvermelde uitbreiding van het werkingsgebied ook in België gangbaar.
België kent een aantal beheersvennootschappen die collectief het auteursrecht beheren voor bepaalde makers, kunstenaars, en artiesten.

### Nederlands auteursrecht
Een voorloper van het Nederlands auteursrecht kwam met de Boekenwet 1803 tot stand. Na het later toetreden tot de Berner Conventie en de Europese Unie is het Nederlands auteursrecht op principes gelijk aan auteursrechten in andere lidstaten van de Europese Unie.
Uitzondering hierop zijn de Caribische eilanden Bonaire, Saba en Sint Eustatius. Deze vormen Caribische openbare lichamen binnen Nederland en hebben een eigen auteurswet: de 'Auteurswet BES', gebaseerd op de Antilliaanse auteursverordening van 1913, die op zijn beurt weer gebaseerd is op de Nederlandse auteurswet van 1912. De Nederlandse Antillen zijn geen onderdeel van het grondgebied van de Europese Unie. Hierdoor krijgt de Auteurswet BES ook veel van de aanpassingen van de Europees Nederlands auteurswet niet mee. Zo kent de Auteurswet BES bijvoorbeeld geen implementatie van het databankenrecht, geen auteurscontractenrecht, en heeft de Auteurswet BES veel minder uitzonderingen en beperkingen.
Nederland kent een aantal collectieve beheersorganisaties die collectief het auteursrecht beheren voor bepaalde makers, kunstenaars, en artiesten.

## Auteursrecht op Aruba
De auteursrechtverordening van Aruba is gebaseerd op de Antilliaanse auteursverordening van 1913, die op zijn beurt weer gebaseerd is op de Nederlandse auteurswet van 1912. Arubaans auteursrecht heeft daarmee dezelfde uitgangspunten als de Nederlandse auteurswet in haar oorspronkelijke vorm.
Het Arubaans auteursrecht heeft een duur van 50 jaar na de dood van de (laatstlevende) maker. Wanneer er geen maker bekend is duurt deze 50 jaar na eerste openbaarmaking. Voor werken die voor postuum verschenen en werken van overheden en organisaties is dit ook 50 jaar na eerste openbaarmaking.
Het auteursrecht op film en fotografische werken is 50 jaar na eerste openbaarmaking.

## Auteursrecht op Curaçao
De auteursrechtverordening van Curaçao is gebaseerd op de Antilliaanse auteursverordening van 1913, die op zijn beurt weer gebaseerd is op de Nederlandse auteurswet van 1912.

## Auteursrecht op St. Maarten
De auteursrechtverordening van St. Maarten is gebaseerd op de Antilliaanse auteursverordening van 1913, die op zijn beurt weer gebaseerd is op de Nederlandse auteurswet van 1912.

## Auteursrecht in Suriname
Het Nederlands auteursrecht en Surinaams auteursrecht liepen gelijk op totdat Suriname in 1954 een land werd binnen het Koninkrijk der Nederlanden en de latere onafhankelijkheid van Suriname in 1975. Net als het Arubaans auteursrecht heeft het Surinaams auteursrecht dezelfde uitgangspunten als het Nederlandse auteursrecht.

## Auteursrecht in de Verenigde Staten
Het rechtsstelsel van de Verenigde Staten van Amerika is gebaseerd op common law, anders dan de continentale rechtstraditie van de meeste Europese landen. Hierdoor verschilt het Amerikaans auteursrecht van de wetgeving die hierboven geïntroduceerd is. Eén van de significante verschillen is dat het Auteursrecht het Fair Use principe kent, waar de Europese unie een vast set met uitzonderingen en beperkingen heeft op het auteursrecht. Een ander significant verschil is dat tot en met 1989 de duur van het Amerikaanse auteursrecht gekoppeld was aan een registratieplicht, terwijl in Europese landen dit veelal niet (meer) van toepassing is.
Zie ook:
- Digital Millennium Copyright Act (DMCA)
- Copyright Term Extension Act

## Copyleft
Wetgeving en rechtspraak op het gebied van copyright, een rechtsfiguur die in landen met een common law stelsel wordt gebruikt om rechten rond origineel werk te regelen, heeft mensen, bedrijven en organisaties er vanaf de 1980er jaren toe bewogen zich in te zetten voor een ander soort rechtssysteem. Daarbij was oorspronkelijk het uitgangspunt dat er met origineel werk door de maker geen geld hoefde te worden verdiend, maar dat origineel werk om niet aan de maatschappij ter beschikking wordt gesteld ten behoeve van het algemeen nut. Als verzamelnaam werd daarvoor de woordspeling copyleft bedacht.

Gespiegeld copyrightteken, een gangbaar symbool voor copyleft

Met de opkomst van commerciële online platforms die als verdienmodel het ter beschikking stellen van informatie hebben, en die dus meer of minder geld verdienen met het zo goedkoop mogelijk ter beschikking kunnen stellen van (origineel) werk van anderen, gingen ook deze bedrijven en organisaties zich voor vrije beschikbaarheid van origineel werk inzetten. Er werd en wordt wereldwijd actie gevoerd en gelobbyd. Noemenswaardig zijn YouTube van Google, Facebook en Jimmy Wales van de Wikimedia Foundation. Deze beweging wordt ook wel de Free Culture-beweging genoemd. Daarbij kan de opmerking worden geplaatst dat het de commerciële bedrijven niet te doen is om het algemeen nut, maar om het eigenbelang. Een belangrijke speler in deze beweging is Creative Commons uit de Verenigde Staten (Nederlandse tak "Open Nederland"), ondersteund door Google, die eigen regels voor licenties aanbiedt die auteurs in common law landen op hun werk kunnen gebruiken. Verder zijn actief in het verspreiden van de gedachte de Amerikaanse Electronic Frontier Foundation EFF en de Wikimedia Foundation. In Nederland ondersteunen Bits of Freedom en Wikimedia Nederland deze manier van denken.

## Verwijzingen

### Nationale wetgeving
- Auteursrecht (Nederland) en Auteurswet (Nederland)
- Auteursrecht (België)

### Artikelen over aanverwante rechten en uitzondering op het auteursrecht
- Beeldrecht
- Citaatrecht
- Databankenrecht
- Panoramavrijheid
- Persoonlijkheidsrechten / morele rechten
- Recht op afbeelding (België)
- Portretrecht (Nederland)
- Richtlijn inzake auteursrechten in de digitale eengemaakte markt

### Verwante thema's
- Copyfraud
- Copyright
- Copyleft
- Copyrightteken
- Intellectueel eigendom
- Plagiaat
- Publiekdomeindag
- Auteursbond (Nederland)
- Digitale nalatenschap